# 179th Street (Queens Boulevard Line)
179th Street is een station van de metro van New York aan de Queens Boulevard Line in het stadsdeel Queens. De lijnen  maken gebruik van dit station.
 ·  ·  ·  ·  ·  ·  ·  ·  · 